# Seznam islandskih nogometašev
Seznam islandskih nogometašev.

## A
- Arnór Sveinn Aðalsteinsson
- Steinar Dagur Adolfsson
- Árni Gautur Arason
- Kári Árnason

## B
- Magnús Bergs
- Guðni Bergsson
- Birkir Bjarnason
- Ólafur Örn Bjarnason
- Haraldur Björnsson

## D
- Ríkharður Daðason
- Helgi Daníelsson

## E
- Atli Eðvaldsson

## F
- Alfreð Finnbogason
- Kjartan Finnbogasson
- Jón Guðni Fjóluson
- Skúli Jón Friðgeirsson

## G
- Rúrik Gíslason
- Arnar Grétarsson
- Arnór Guðjohnsen
- Eiður Guðjohnsen
- Bjarni Guðjónsson
- Joey Guðjónsson
- Þórður Guðjónsson
- Albert Guðmundsson
- Haraldur Freyr Guðmundsson
- Jóhann Berg Guðmundsson
- Tryggvi Guðmundsson
- Brynjar Gunnarsson
- Guðmundur Reynir Gunnarsson
- Veigar Páll Gunnarsson
- Arnar Gunnlaugsson
- Bjarki Gunnlaugsson

## H
- Hannes Thór Halldórsson
- Matthías Hallgrímsson
- Auðun Helgason
- Heiðar Helguson
- Hermann Hreiðarsson

## I
- Sverrir Ingi Ingason
- Ívar Ingimarsson

## J
- Aron Jóhannsson
- Hallgrímur Jónasson
- Eggert Jónsson
- Gunnar Örn Jónsson
- Ríkharður Jónsson
- Sigurður Jónsson

## M
- Stefán Logi Magnússon

## K
- Helgi Kolviðsson
- Birkir Kristinsson
- Rúnar Kristinsson
- Guðmundur Kristjánsson

## M
- Pétur Marteinsson

## O
- Þorvaldur "Toddy" Örlygsson
- Sölvi Ottesen

## S
- Birkir Már Sævarsson
- Kolbeinn Sigþórsson
- Baldur Sigurðsson
- Gylfi Sigurðsson
- Helgi Sigurðsson
- Indriði Sigurðsson
- Kristján Örn Sigurðsson
- Ragnar Sigurðsson
- Ásgeir Sigurvinsson
- Ari Freyr Skúlason
- Ólafur Ingi Skúlason
- Arnór Smárason
- Ólafur Páll Snorrasson
- Grétar Steinsson
- Eyjólfur Sverrisson

## P
- Pétur Pétursson

## T
- Ólafur Þórðarson
- Gunnar Heiðar Þorvaldsson
- Arnór Ingvi Traustason

## V
- Hjörtur Logi Valgarðsson
- Arnar Viðarsson
- Matthías Vilhjálmsson